# Strange Little Girls
Strange Little Girls è un concept album pubblicato nel 2001 dall'artista statunitense Tori Amos. È composto da 12 brani scritti e cantati da artisti maschi reinterpretati da un punto di vista femminile.

## Descrizione
Tori Amos ha creato per ogni brano un personaggio (gemelli in un caso) facendosi fotografare per ognuno di essi con un trucco diverso; le immagini sono state inserite nel libretto del disco accompagnate da alcuni brani tratti dall'omonimo racconto di Neil Gaiman, grande amico dell'artista, scritto appositamente per l'album. Negli Stati Uniti l'album è stato pubblicato con 4 diverse copertine con le foto di Tori truccata secondo i personaggi immaginari dei brani Happiness Is a Warm Gun (dipinta), Strange Little Girl, Time e Raining Blood.
I brani scelti appartengono a generi anche opposti tra loro, si passa dal rock decadente dei The Velvet Underground al rap di Eminem, al rock elettronico dei Depeche Mode al thrash metal degli Slayer. Il titolo dell'album si ispira al brano Strange Little Girl degli Stranglers incluso nel disco.

## Tracce
1. New Age – 4:37 – originariamente interpretata dai Velvet Underground
2. '97 Bonnie & Clyde – 5:46 – originariamente interpretata da Eminem
3. Strange Little Girl – 3:50 – degli Stranglers
4. Enjoy the Silence – 4:10 – originariamente interpretata dai Depeche Mode
5. I'm Not in Love – 5:39 – originariamente interpretata dai 10cc
6. Rattlesnakes – 3:59 – originariamente interpretata da Lloyd Cole
7. Time – 5:23 – originariamente interpretata da Tom Waits
8. Heart of Gold – 4:00 – originariamente interpretata da Neil Young
9. I Don't Like Mondays – 4:21 – originariamente interpretata dai The Boomtown Rats
10. Happiness Is a Warm Gun – 9:55 – originariamente interpretata dai The Beatles
11. Raining Blood – 6:22 – degli Slayer
12. Real Men – 4:07 – originariamente interpretata da Joe Jackson

## Classifiche
| Classifica (2001) | Posizione massima |
| ----------------- | ----------------- |
| Australia         | 7                 |
| Austria           | 18                |
| Belgio (Fiandre)  | 6                 |
| Belgio (Vallonia) | 24                |
| Canada            | 8                 |
| Danimarca         | 16                |
| Finlandia         | 16                |
| Francia           | 26                |
| Germania          | 11                |
| Italia            | 11                |
| Norvegia          | 13                |
| Paesi Bassi       | 27                |
| Regno Unito       | 16                |
| Stati Uniti       | 8                 |
| Svezia            | 32                |
| Svizzera          | 34                |